# 標槍戰鬥機
格羅斯特·標槍戰鬥機 (英文: Gloster Javelin) 是英國羅斯特飛機製造設計的噴氣式戰鬥機。
機翼長度： 16 公尺
機身長度： 17 公尺
正式服役： 1956 年 2 月 29 日
引擎類型： Armstrong Siddeley Sapphire
首航： 1951 年 11 月 26 日
製造商： Gloster Aircraft Company
設計者： 喬治·卡特

## 外部鏈結
- http://www.thunder-and-lightnings.co.uk/javelin/images/bg.jpg （页面存档备份，存于）